# 副島八十六
副島 八十六（そえじま やそろく、1875年（明治8年）8月6日 - 1950年（昭和25年）2月20日）は、日本の南洋探検家、日印協会専務理事。

## 来歴・人物
1875年（明治8年）8月6日、副島真坦の八男として佐賀県に生まれる。1879年に一家で京都に転り、1882年に醍醐小学校へ入学する。
1891年（明治24年）4月上旬に上京。石版印刷所、芝警察署、東京禁酒会等で働く。この頃に渡米を決心するが、旅券や資金の工面が立たないままとなる。
1894年（明治27年）から青山学院中等部4年に中途入学。渡米熱が再燃して1年足らずで退学するが、渡米計画は再び失敗に終わる。この頃に読書を通して北米から南洋へと渡航先の希望が変わってくる。南洋へ渡航するために知人を介して知名の士から援助や寄附を仰ぎ、河野広中、鳩山和夫、山路愛山等からの寄附金や、大隈重信からの日本郵船宛の紹介状を受ける。
1897年（明治30年）3月に第一回目の南洋渡航が実現し、11月に帰航。農商務省や帝国大学東京地学協会嘱託として、1899年（明治32年）2月から第二回目の渡航、1901年（明治34年）10月から第三回目の渡航をする。
1900年（明治33年）6月に勝隆子と結婚する。1901年（明治34年）6月12日に長女・五十枝が生まれる。
三回目の渡航から帰朝した後は、オランダ領東インドとの貿易促進や、新聞・雑誌等を介して南洋知識の普及を努めつつ、友人の通信事業を手伝う。1904年（明治37年）から東邦協会の幹事となり、同時期から大隈重信の『開国五十年史』の編纂事業に参加する。1913年（大正2年）2月に日印協会理事となり、建て直しに奔走する。
1915年（大正4年）2月、東京府牛込区から三木武吉と共に衆議院に出馬するも落選する。1918年（大正7年）2月、憲政会院外団幹事評議員連合会の実行委員として選出される。
1917年（大正6年）からボルネオ島でヤシ栽培事業を始めるが、戦後恐慌による業績不振に陥り、事業整理のために1924年（大正13年）2月にボルネオ島に向かう。事業整理について台湾総督府との交渉が必要となり、1925年（大正14年）4月に台湾に渡り、翌月に帰朝する。
1926年（大正15年）3月、英領北ボルネオに渡航視察。
1929年（昭和4年）2月、経国同志会創立にあたり理事となる。
1950年（昭和25年）2月20日、日野市の自宅で没す。享年76歳。

## 著書・編書

### 著書
- 『義太夫新論』副島八十六、1914年7月。NDLJP:952049。
  - 『義太夫盛衰論』（改題改版）大日本浄曲協会、1942年3月。NDLJP:1139275。
- 『帝国南進策』民友社、1925年10月。NDLJP:955815。
- 『印度の大勢』副島八十六、1931年。NDLJP:1268534。
- 『武士道の真髄』副島八十六、1931年。NDLJP:1096154。
- 『義太夫論』副島八十六、1931年。NDLJP:1118644。
- 『印度の種々相』三秀舎、1932年6月。
- 『日印通商条約廃棄通告以後デリー会商迄』副島八十六、1933年10月。
- 『日印会商の経緯』副島八十六、1934年5月。
- 『印度産業貿易情勢』日印協会、1935年10月。NDLJP:1232422 NDLJP:1718768。
- 『日支事変の真相を闡明して印度国民諸君に告ぐ』日印協会、1938年1月。NDLJP:1441734。

### 編書
- 『開国五十年史』 上巻、開国五十年史発行所、1907年12月。NDLJP:991350。
- 『開国五十年史』 下巻、開国五十年史発行所、1908年2月。NDLJP:991351。
- 『開国五十年史』 附録、開国五十年史発行所、1908年10月。NDLJP:991352。
- 『副島五十枝』副島八十六、1925年10月。NDLJP:920583。

## 論文
- 「馬来半島管見」『地学雑誌』第10巻第9号、東京地学協会、1898年9月15日、488-499頁、doi:10.5026/jgeography.10.488、NAID 130000976755。
- 「馬来半島管見（承前）」『地学雑誌』第10巻第10号、東京地学協会、1898年10月15日、531-542頁、doi:10.5026/jgeography.10.531、NAID 130000977087。
- 「ジアバ見聞談」『地学雑誌』第15巻第11号、東京地学協会、1903年11月15日、840-857頁、doi:10.5026/jgeography.15.840、NAID 130000973972。